# اندیس جارجورکی
جارجورکی یک اندیس غیرفلزی است که در حوالی شهر دال پری استان ایلام قرار دارد و مادهٔ معدنی موجود در آن، نمک است.سنگ میزبان این اندیس رس،مارن وگچ است و دیرینگی آن به دوران میوسن می‌رسد. 